# Allium siculum
Allium siculum — вид квіткових рослин роду цибуля (Allium) родини цибулеві (Alliaceae).

## Поширення
Allium siculum поширений у Криму, Румунії, Болгарії, Туреччині, Греції, Франції (включаючи Корсику) та Італії (включаючи острови Сицилія та Сардинія).

## Опис
Багаторічна трав'яна рослина 70–120 см заввишки. Цибулина майже куляста, з шкірястими оболонками, що розколюються. Стебло випростане, гладеньке. Стеблових листків 3–4, прикореневі широко-лінійні гладенькі, до 40 см завдовжки, 1–2 см завширшки. Верхній листок майже без пластинки, у вигляді піхви, яка обгортає стебло. Суцвіття — нещільний, пучкуватий зонтик, в основі якого знаходиться опадне покривало, квітки розташовані на довгих повислих квітконіжках. Оцвітина широко-дзвоникоподібна, у нижній частині жовтувато-зелена, у верхній фіолетова. Цвіте у травні–липні. Плодоносить у червні–липні. Розмножується насінням та цибулинами.